# Giuseppe Delfino
Giuseppe Delfino (* 22. November 1921 in Turin; † 10. August 1999 in Palazzo Canavese) war ein italienischer Fechter, der mit dem Degen vier olympische Goldmedaillen und zwei Silbermedaillen gewann.
Im Alter von 30 Jahren nahm Giuseppe Delfino 1952 in Helsinki erstmals an Olympischen Spielen teil. Mit der italienischen Degenmannschaft um den Einzelsieger Edoardo Mangiarotti gewann er Gold.
Bei den Olympischen Spielen 1956 gewann er mit der Mannschaft eine Woche nach seinem 35. Geburtstag seine zweite Goldmedaille. Im Degeneinzel zwei Tage später kam es zu der kuriosen Situation, dass drei italienische Fechter, Carlo Pavesi, Giuseppe Delfino und Edoardo Mangiarotti nach dem Finale mit je fünf Siegen und zwei Niederlagen gleichauf lagen. Nach der ersten Runde im Stichkampf hatte jeder der Drei einen Sieg und eine Niederlage. Es ging auf Mitternacht, als Mangiarotti im zweiten Stechen zweimal verlor. Letztlich gewann Pavese dann Gold vor Delfino und Mangiarotti. Im Nachhinein wissen wir, dass hier drei Fechter im Stichkampf aufeinander trafen, die auch nacheinander den Einzeltitel im Degenfechten gewinnen sollten. 
Mit 38 Jahren erfocht Giuseppe Delfino bei den Olympischen Spielen 1960 seinen größten Erfolg. Er gewann den Stichkampf um den Einzeltitel gegen den Briten Allan Jay. Drei Tage später gewann die italienische Mannschaft im Finale gegen die Briten ebenfalls Gold. 
Zum Abschluss seiner Karriere durfte Giuseppe Delfino bei der Eröffnungsfeier zu den Olympischen Spielen 1964 in Tokio als Fahnenträger der italienischen Olympiamannschaft fungieren. Im Einzelwettbewerb erreichte er nicht mehr die Finalrunde, mit der Mannschaft verlor im Finale gegen das ungarische Team und gewann noch einmal Silber.